# Деша, Джозеф
Джозеф Деша (англ. Joseph Desha; 9 октября 1768 — 12 октября 1842) — американский политик, член Палаты представителей США от штата Кентукки (1813—1819, 1824—1828), 9-й губернатор штата Кентукки. Участник Северо-западной индейской войны, войны за независимость США, а также англо-американской войны. Военачальник. Генерал-майор.

## Биография
Предки-гугеноты Д. Деша после принятия эдикта Фонтенбло бежали из Франции в Америку и поселились в Теннесси. Сражались с индейцами. Двое братьев Деша погибли в этих столкновениях. Их смерть побудила Д. Деша добровольно вступить в отряд «Безумного» Энтони Уэйна и участвовать под командованием У. Гаррисона в Северо-западной индейской войне.
В 1781 году он переехал в Кентукки. До 1792 года Деша занимался сельским хозяйством в графстве Мейсон. После войны с индейцами в 1790-х годах Д. Деша принял участие в войне с Великобританией. В 1812 году во время англо-американской войны, служил в чине бригадного генерала, командуя подразделением, отличился в битве на реке Темза, во время которой погиб индейский вождь Текумсе.

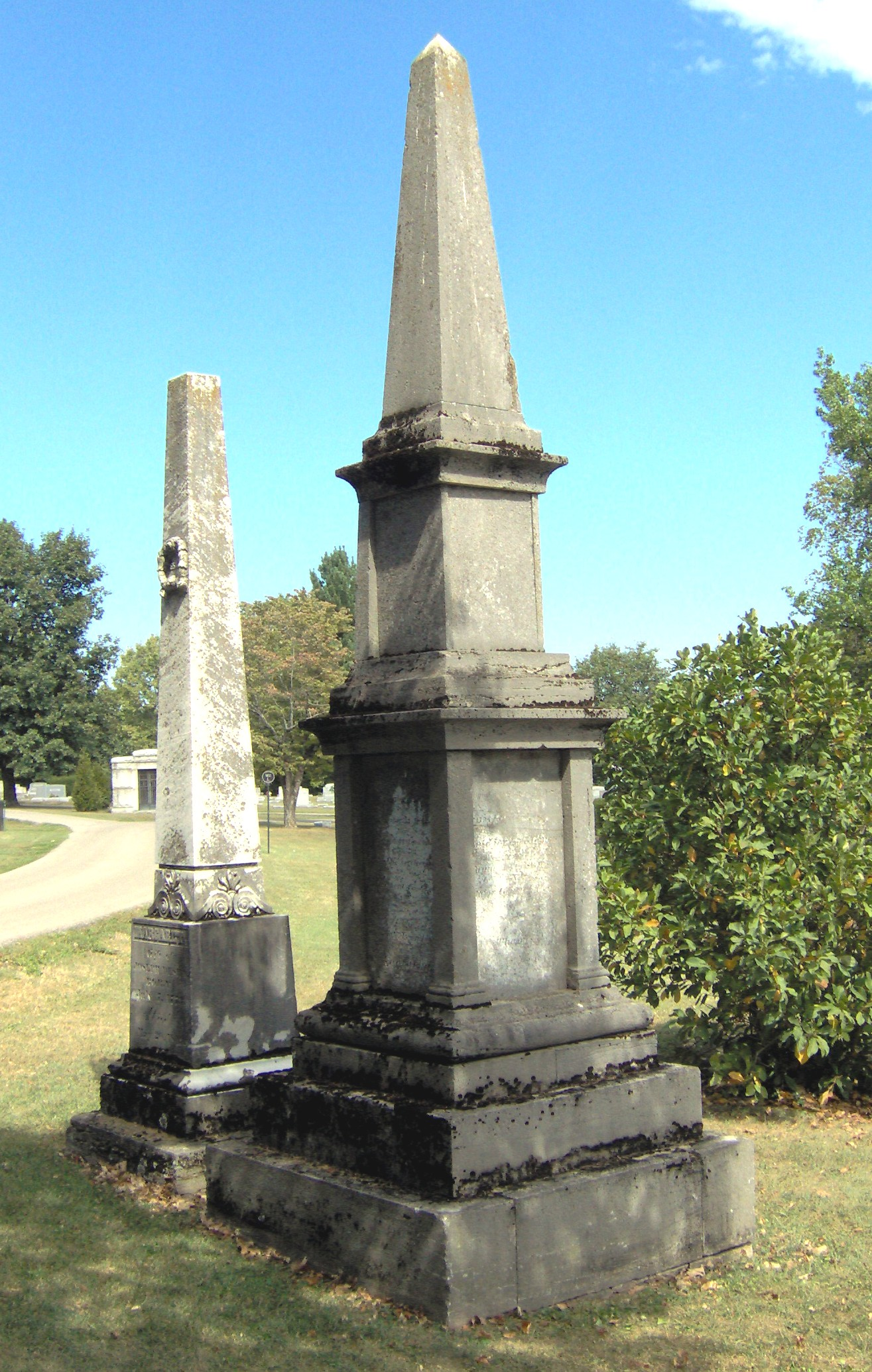
Могилы Д. Деша и его жены на Джорджтаунском кладбище

## Политическая деятельность
Политическая карьера Д. Деша началась в 1797 году с его избрания в Палату представителей Кентукки, где он работал до 1802 года. В 1802—1807 годах — сенатор штата Кентукки. В течение следующих 12 лет до 1819 года был членом Палаты представителей Соединённых Штатов в Вашингтоне. На выборах губернатора штата Кентукки в 1820 году проиграл всего 546 голосов своему противнику-кандидату Джону Адэру.
В 1824 году Деша победил кандидата Кристофера Томпкинса, и стал губернатором штата Кентукки.
Как и многие губернаторы того периода, Деша, будучи ветераном англо-американской войны, использовал свой военный опыт в качестве трамплина для занятия высокого политического поста.